# رله حفاظتی
رله حفاظتی یکی از اجزای اساسی و حیاتی سیستم‌های برقی است که به منظور حفاظت از تجهیزات برقی و ایمنی کاربران برق صنعتی استفاده می‌شود. رله حفاظتی به عنوان یک سیستم تشخیص و پاسخ به وقوع حوادث و خطاهای برقی عمل می‌کند و با بهره‌گیری از تکنولوژی‌های پیشرفته، قادر به شناسایی و جلوگیری از وقوع خطرات برقی می‌باشد.
رله حفاظتی به منظور تشخیص و جلوگیری از وقوع خطرات برقی استفاده می‌شود. این سیستم با شناسایی و تشخیص خطاهای برقی، به صورت خودکار و سریع عملکرد می‌کند. انواع رله حفاظتی شامل رله‌های حفاظت از موتورها، ترانسفورماتورها، خطوط انتقال برق و ... می‌باشند. برای هر نوع رله حفاظتی، اصول عملکرد خاصی وجود دارد که در ادامه به آن‌ها اشاره می‌شود. بنابراین از سوی رله قسمت معیوب از شبکه جداسازی شده و مانع از آن می‌شود که دیگر بخش‌های سالم شبکه همچنان به کار خود ادامه دهند و پایداری و استواری شبکه به همان حالت پیشین نگهداشته شود. کالاها و دستگاه‌ها در برابر آسیب و اتصالی‌ها پناه داده شده و اندازه آسیب‌های درونی به آن‌ها محدود می‌گردد.
رله حفاظتی با شناسایی خطاهای برقی، به کمک سنسورها و ورودی‌های مختلف عمل می‌کند. این سیستم با تشخیص ورودی‌های برقی، به صورت خودکار و سریع عملکرد می‌کند و با ارسال سیگنال به دستگاه‌های کنترلی، جلوی وقوع خطرات برقی را می‌گیرد.
رله حفاظتی برای حفاظت از تجهیزات الکتریکی در سیستم‌های قدرت، موتورها، ترانسفورماتورها، خطوط انتقال برق و ... استفاده می‌شود. هر نوع رله حفاظتی با توجه به نوع خطا و تجهیزات برقی مورد استفاده، اصول عملکرد خاصی دارد.

رله حفاظتی بر اساس نوع خطا، به صورت مختلف عمل می‌کند. برای مثال، در رله حفاظتی موتورها، با شناسایی خطاهای احتمالی مانند واقعی زمین‌گیری، افزایش جریان و ...، به صورت خودکار و سریع عمل می‌کند و با جلوگیری از وقوع خطرات برقی، ایمنی کاربران را تامین می‌کند.

## پدید آمدن اتصالی‌ها و تأثیرات آن
به دو علت زیر اتصالی‌ها می‌توانند پدید آیند
الف – تأثیرات درونی: تأثیرات درونی که باعث از کار افتادن و از بین رفتن دستگاه‌ها یا توان‌راه‌ها (خطوط انتقال انرژی) و سامانه‌های پخش (توزیع) می‌شود به اینگونه‌اند:
پوسیدن بخش‌های جداگر در یک منبع تولید (ژنراتورها)، ترانسفورماتور، خط، کابل و دیگر بخش‌ها. این آسیب‌ها می‌تواند به دلیل پیرشدگی عایق‌ها، نبود آراستگی درست، ساخت نادرست یا نصب نادرست عایق‌ها باشد.
ب – تأثیرات بیرونی: تأثیرات بیرونی دارای تأثیرات فراوانی است از آن جمله آذرخش، اضافه ولتاژها که باعث پدید آمدن گرما شود، برف و باران، باد و توفان، شاخه درختها، جانوران و پرندگان، به پایین افتادن چیزی به اشتباه در کردار و آسیب‌هایی که از سوی مردم بوجود می‌آید و غیره. هنگامی که یک اتصالی در چرخه رخ دهد، جریان افزایش یافته و ولتاژ (ناهمسانی پتانسیل) کاهش پیدا می‌کند افزایش جریان، گرمای فراوانی را پدیدآورده که می‌تواند به آتش‌سوزی یا انفجار بینجامد. اگر اتصالی به‌گونه آذرخش باشد می‌تواند آسیب فراوانی به همراه داشته باشد.
برای نمونه اگر آذرخشی بر روی خطوط انتقال پدید آمده و زود زدوده نشود سیم خط انتقال را سوزانده و باعث پاره شدن آن خواهد شد و پیآمد آن نبود برق برای زمان دراز خواهد بود. کاهش ولتاژ که در پی یک اتصالی پدید می‌آید برای دستگاه‌های برقی بسیار زیان‌آور است و اگر این ولتاژ کم برای چندین ثانیه ادامه داشته باشد، ژنراتورها از کار بازایستاده، و منابع تولید برق نابسامان و ناآراسته خواهد شد پس با رخداد جریان زیاد و ولتاژ کم به سبب اتصالی در چرخه می‌بایست به تندی اتصالی پیدا و زدوده شود و گردش ولتاژ به حالت عادی بازگردانده شود.

## کاربرد رله حفاظتی
- حفاظت از تجهیزات الکتریکی در سیستم‌های قدرت: رله حفاظتی برای حفاظت از تجهیزات الکتریکی در سیستم‌های قدرت، از جمله ترانسفورماتورها، سوییچ‌ها و ... استفاده می‌شود.
- حفاظت از موتورها و ترانسفورماتورها: رله حفاظتی برای حفاظت از موتورها و ترانسفورماتورها، با شناسایی خطاهای احتمالی مانند واقعی زمین‌گیری، افزایش جریان و ...، به صورت خودکار و سریع عمل می‌کند.
- حفاظت از خطوط انتقال برق: رله حفاظتی برای حفاظت از خطوط انتقال برق، با شناسایی خطاهای احتمالی مانند واقعی زمین‌گیری، افزایش جریان و ...، به صورت خودکار و سریع عمل می‌کند و با جلوگیری از وقوع خطرات برقی، ایمنی کاربران را تامین می‌کند.

1. تکنولوژی‌های جدید در رله حفاظتی: رله حفاظتی با بهره‌گیری از تکنولوژی‌های پیشرفته، قادر به شناسایی و جلوگیری از وقوع خطرات برقی می‌باشد. تکنولوژی‌های جدید در رله حفاظتی عبارتند از:

- استفاده از شبکه‌های هوشمند و اینترنت اشیا: رله حفاظتی با بهره‌گیری از شبکه‌های هوشمند و اینترنت اشیا، قادر به ارسال داده‌های برقی به صورت خودکار و سریع می‌باشد.

## رله‌های جریانی
رله‌های جریانی برای حفظ شبکه‌های برقی در برابر خطر ناشی از جریان بکار می‌روند.
بیشتر آسیب‌هایی که از سوی رله‌های جریانی شناسایی داده می‌شوند به این‌گونه است:
1. اتصال کوتاه در شبکه
2. اضافه جریان
3. اضافه بار
4. جریان نشتی (خطای زمین)
5. ناهمسانی جریان سه فاز
6. کاهش بار
7. افزایش زمان راه اندازی
8. قفل شدن روتور

## رله اتصال کوتاه و اضافه جریان و اتصالی زمین
نخستین و برجسته‌ترین حفاظت‌ها در یک سیستم الکتریکی، حفاظت اتصال کوتاه و اضافه جریان و ارت فالت می‌باشند. این حفاظت‌ها با حفاظت اضافه بار تفاوت آشکاری دارد چون حفاظت اضافه بار بر پایه ظرفیت گرمای واحد می‌باشند.
در این گونه حفاظت‌ها، گردش سه فاز از سوی سه دانه ترانسفورمر گردش حس می‌گردد و به رله فرستادن می‌شود و بر پایه آن حفاظت انجام می‌گیرد. دربارهٔ حفاظت بالا خمش برش رله از ارزش بسیار بالایی برخوردار است زیرا حفاظت درست بر پایه آن انجام می‌گیرد. این رله‌ها می‌توانند دارای دو گروه خمیدگی برش باشند:
1. نوع زمان ثابت که در این نوع پارامتر جریان و زمان به هم وابستگی ندارند و به‌گونه جداگانه آراسته می‌گردند و رله بر پایه جریان آرایش در زمان آراسته شده فرمان قطع را می‌فرستد.
2. نوع زمان کاهشی که در این حالت زمان قطع رله با یک خمش به جریان گذری از رله وابسته می‌باشد.

به این گونه که هر چه جریان گذری از رله بیشتر گردد زمان قطع رله کمتر خواهد بود. بسته به رفتار و نوع بهره‌گیری از رله خمش‌های استانداردی برای این رله‌ها وجود دارد که بشرح زیر است: Standard Inverse Curve (SIT)Very Inverse Curve (VIT)Extremely Inverse Curve (EIT)Ultra Inverse Curve (UIT) پناه سیستم‌های فرهی از ارزش بسیار فراوانی برخوردار است و امروزه کمپانی‌های فراوانی در حال برنامه‌ریزی و ساخت رله‌های حفاظت می‌باشند. برخی از کمپانی‌های شناخته شده که در این زمینه دست به کار می‌باشند عبارتند از Siemens , Alstom , ABB , GE Power , Schneider , CEE , Reyroll

## ویژگی‌های یک رله حفاظتی
روی هم رفته رله حفاظتی باید دارای ویژگی‌های زیر باشند:
1. سرعت رفتار: این پارامتر در رله بسیار ارزشمند است چون رله حفاظتی هنگام خطا بایستی هرچه زودتر بخش‌های آسیب دیده را از بخش‌های درست جدا نمایند.
2. ریزسنجی (حساسیت): این پارامتر به کمترین جریانی که موجب قطع رله می‌گردد برمی‌گردد.
3. شناسایی و گزینش در شرایط خطا: این پارامتر نیز بسیار برجسته است زیرا در شبکه‌هایی که دارای چند باس بار و رله حفاظتی هستند هنگام رخداد خطا می‌بایست بخش آسیب دیده به درستی شناسایی شده و از شبکه جدا گردد و بخش‌های درست کار خود را دنبال کنند.
4. پایداری: این پارامتر به این بازمی‌گردد که یک رله حفاظتی به همهٔ خطاهای ناحیه حفاظتی خود به درستی واکنش نشان دهد و در برابر خطاهای بیرون از این محدوده واکنش نشان ندهد.[۱]

## دسته‌بندی رله‌های حفاظتی بر اساس پارامترهای اندازه‌گیری
الف) رله‌های گردشی: این رله‌ها بر پایه اندازه گردش ورودی به رله رفتار می‌کند. حال این گردش می‌تواندگردش در فازها، گردش در سیم نول، برآیند جبری گردشهای فازها باشد (رله‌های گردش بالا – رله‌های ارت فالت و ….) و گردش ورودی رله می‌تواند کاستی دو یا چند گردش باشد (رله‌های دیفرانسیل و رستریکت ارت فالت)
ب) رله‌های ولتاژی: این رله‌ها بر پایه ولتاژ ورودی به رله عمل می‌کند این ولتاژ می‌تواند ولتاژ فازها باشد (رله‌های افزوده یا کمبود ولتاژ و ….) یا می‌تواند برآیند جبری چند ولتاژ باشد (رله دگرگونی جای نوک تلاقی بردارهای سه فاز)
ج) رله‌های فرکانسی: این رله‌ها بر پایه بسامد ولتاژ ورودی عمل می‌کند (رله‌های افزایش و کمبود فرکانس)
د) رله‌های توانی: این رله‌ها بر پایه توان عمل می‌کنند برای نمونه رله‌هایی که جهت توان را اندازه‌گیری می‌کنند یا رله‌هایی که توان اکتیو و راکتیو را اندازه‌گیری می‌کنند.
ه) رله‌های جهت دار: این رله‌ها از گونه رله‌های قدرت هستند که بر پایه زاویه بین بردارهای ولتاژ و جریان کار می‌کنند مانند رله‌های جریان زیاد جهت دار که در توانراه‌های چند سویه تغذیه زنجیره‌ای و موازی بکار می‌روند یا رله‌های جهت دار قدرت که برای پرهیز از چرخاکی شدن آفریدار هنگام برش کوپلینگ آن بکار می‌رود.
و) رله‌های ناگذراییی (امپدانسی): مانند رله دیستانس که در توانراه‌ها کاربرد فراوانی دارند.
ز) رله‌های وابسته به اندازه‌های فیزیکی: مانند گرما – فشار – سطح آبینه‌ها (مایعات) و …. مانند رله بوخهلتس ترانسفورمرها
ح) رله‌های ویژه: رله‌هایی هستند که برای خواست‌های ویژه به کار می‌روند همچون رله شناسایی گزند کلید – رله پاییدن چرخه تریپ بریکر – رله لاک اوت و …..

## ANSI CODE
| ردیف | نام فارسی و لایتن رله‌های حفاظتی                                                                          | کداستاندارد ANSI | ! توضیح مختصر نحوه عملکرد |
| ---- | --- | ---------------- | --- |
| ۱    | رله راه‌انداز تأخیری یا رله وصل‌کننده TIME DELAY STARTING OR CLOSING RELAY                                 | ۲                | یکی از رله‌های کمکی بوده که با تأخیر عمل کرده و باعث ارسال فرمان وصل دیگر رله‌ها می‌شود.                                            |
| ۲    | رله اینترلاک CHECKING OR INTERLOCKING RELAY                                                              | ۳                | این رله شرایط لازم جهت تغییر وضعیت کلید را کنترل نموده در صورت برقراری شرایط، دیژنکتور یا سکسیونر قادر به تغییر وضعیت خواهد بود. |
| ۳    | کنتاکتور اصلی MASTER CONTACTOR                                                                           | ۴                | این کنتاکتور در مدار اصی قرار داشته و دارای بالاترین توان قطع و وصل در مدار می‌باشد.                                              |
| ۴    | رله دیستانس (فاصله‌یاب) DISTANCE RELAY                                                                    | ۲۱               | این رله با اندازه‌گیری مقدار امپدانس دیده شده در شبکه در صورت کاهش آن از میزان تنظیمی (در زمان بروز خطای فازها) عمل می‌کند.        |
| ۵    | رله دیستانس (فاصله‌یاب) DISTANCE RELAY                                                                    | N21              | این رله با اندازه‌گیری مقدار امپدانس دیده شده در شبکه در صورت کاهش آن از میزان تنظیمی (در زمان بروز خطای فاز و زمین) عمل می‌کند.   |
| ۶    | رله افزایش شار مغناطیسی OVER FLUX RELAY                                                                  | ۲۴               | بر اثر افزایش بیش از حد شار مغناطیسی ترانسفورماتور ناشی از افزایش ولتاژ و تغییر سریع فرکانس عمل می‌نماید.                         |
| ۷    | رله چک‌کننده حالت سنکرون SYNCHRONIZING CHECK RELAY                                                        | ۲۵               | هرگاه حالت سنکرون دو شبکه ایجاد گردد عمل می‌کند (جهت برقراری لاجیک ۲ از ۳ یا …).                                                  |
| ۸    | رله افزایش درجه حرارت روغن OIL TEMPERATURE RELAY                                                         | ۲۶               | در صورت افزایش درجه حرارت روغن ترانس بیش از حد تنظیمی عمل می‌نماید.                                                               |
| ۹    | رله کاهش ولتاژ UNDER VOLTAGE RELAY                                                                       | ۲۷               | در صورت کاهش ولتاژ بیش از حد تنظیمی عمل می‌نماید.                                                                                 |
| ۱۰   | رله توان اکتیو ACTIVE POWER RELAY                                                                        | 32P              | این رله جهت عبور توان را کنترل نموده و در صورت مغایرت آن با جهت موردنظر عمل می‌نماید.                                             |
| ۱۱   | رله توان راکتیو REACTIVE POWER RELAY                                                                     | 32Q              | این رله جهت عبور توان را کنترل نموده و در صورت مغایرت آن با جهت موردنظر عمل می‌نماید.                                             |
| ۱۲   | رله کاهش توان یا جریان UNDER CURRENT OR UNDER POWER RELAY                                                | ۳۷               | در صورت کاهش مقدار جریان یا توان از حد تنظیم شده عمل می‌نماید.                                                                    |
| ۱۳   | رله مؤلفه منفی جریان PHASE UNBALANCE CURRENT RELAY                                                       | ۴۶               | در صورت ایجاد نامتعادلی جریان بین فازها و بوجود آمدن مؤلفه منفی عمل می‌کند.                                                       |
| ۱۴   | زله مؤلفه مثبت ولتاژ VOLTAGE UNBALANCE RELAY                                                             | ۴۷               | در صورت جابجایی فاز یا ایجاد اختلاف زاویه ولتاژی عمل می‌کند                                                                       |
| ۱۵   | رله حرارتی (اضافه بار) THERMAL OVERLOAD RELAY                                                            | ۴۹               | در صورت وجود اضافه بار و برمبنای درجه حرارت (موتور و ترانس) بیش از حد تنظیمی عمل می‌نماید.                                        |
| ۱۶   | رله افزایش درجه حرارت سیم پیچ WINDING TEMPERATURE RELAY                                                  | ۴۹               | هرگاه درجه حرارت سیم پیچ ترانسفورماتور از حد تنظیم شده فراتر رود عمل می‌کند.                                                      |
| ۱۷   | رله جریان زیاد لحظه‌ای INSTANTANEOUS OVER CURRENT RELAY                                                   | ۵۰               | این رله در صورت بروز اتصالی‌های شدید در تجهیزات شبکه به صورت آنی عمل می‌نماید.                                                     |
| ۱۸   | رله جریان زیاد تأخیری TIME OVER CURRENT RELAY                                                            | ۵۱               | در صورت بروز اتصالی‌های فاز با فاز یا نوترال در تجهیزات شبکه به صورت تأخیری عمل می‌نماید.                                          |
| ۱۹   | رله اتصال زمین لحظه ای TIME DELAY OVERCURRENT RELAY                                                      | 50N              | در صورت بروز اتصالی فازبا زمین به صورت آنی عمل می‌نماید.                                                                          |
| ۲۰   | رله اتصال زمین تأخیری TME DELAY EARTH FAULT RELAY                                                        | 51N              | در صورت بروز اتصالی فازبا زمین به صورت تأخیری و بر اساس منحنی حفاظت عمل می‌کند.                                                   |
|      | |                  | |
| ۲۲   | کلید قطع‌کننده مدار متناوب A.C. CIRCULT BREAKER                                                           | ۵۲               | کلید قرار گرفته در مدارات AC برای قطع زیربار                                                                                     |
| ۲۳   | رله ضریب قدرت POWER FACTOR RELAY                                                                         | ۵۵               | این رله با تغییر ضریب قدرت از حد تنظیم شده عمل می‌نماید.                                                                          |
| ۲۴   | رله اضافه ولتاژ OVER VOLTAGE RELAY                                                                       | ۵۹               | این رله در صورت نامتعادل شدن ولتاژها یا جریان‌ها عمل می‌نماید.                                                                     |
| ۲۵   | رله نامتعادلی ولتاژها یا جریان‌ها VOLTAGE OR CURRENT UNBALANCE RALAY                                      | ۶۰               | این رله در صورت نامتعادل شدن ولتاژها یا جریان‌ها عمل می‌نماید.                                                                     |
| ۲۶   | رله عملکرد فیوز FUSE FAILURE RELAY                                                                       | ۶۰               | هرگاه در مد ار ثانویه ترانسفورماتورهای ولتاژ اشکالی بوجود آمده و باعث قطع کلید ـ فیوز گردد، این رله عمل می‌نماید.                 |
| ۲۷   | رله بوخهولتز BUCHHOLTZ RELAY                                                                             | ۶۳               | این رله در زمانی که در داخل ترانسفورماتور گاز ایجاد شده یا چرخش سریع روغن بوجود آید عمل می‌کند.                                   |
| ۲۸   | رله دریچه انفجار PRESSURE RELIEF RELAY                                                                   | D62              | این رله در زمانی که فشار داخل تانک اصلی ترانسفورماتور از حد تعیین شده تجاوز نماید عملکرد دارد.                                   |
| ۲۹   | رله اتصال زمین محدوده RESTRICTED EARTH FAULT                                                             | ۶۴ N87           | این رله در زمانی که در محدوده کار رله اتصال زمین به وجود آید، عمل می‌کند.                                                         |
| ۳۰   | رله حفاظتی اتصال زمین (ولتاژ باقی‌مانده) (RESIDUAL VOLTAGE) EARTH FAULT RELAY                             | ۶۴               | این رله در صورت ایجاد ولتاژی بیش از حد تنظیمی در نوترال ترانسفورماتور یا ژنراتور عمل می‌کند.                                      |
| ۳۱   | رله اضافه جریان جهت‌دار DIRECTIONAL OVER CURRENT RELAY                                                    | ۶۷               | در صورت بروز اتصالی فازها در جهت دید رله مطابق تنظیمات رله عمل خواهد کرد.                                                        |
| ۳۲   | رله اتصال زمین جهت‌دار DIRECTIONAL EARTH FAULT RELAY                                                      | C67              | در صورت بروز اتصالی فاز با زمین در جهت دید رله عمل خواهد کرد.                                                                    |
| ۳۳   | رله بلوک (مسدود) کننده BLOCKING RELAY                                                                    | ۶۸               | این رله در صورت تحریک، یک یا چند عملکرد را بلوکه (مسدود) خواهد نمود.                                                             |
| ۳۴   | رله سطح روغن OIL LEVEL RELAY                                                                             | ۷۱               | هرگاه سطح روغن ترانسفورماتور به هر دلیل از حد تنظیمی افزایش یا کاهش یابد، عمل می‌کند.                                             |
| ۳۵   | رله آلارم ALARM RELAY                                                                                    | ۷۴               | تحریک این رله منجر به برقراری آلارم خواهد شد.                                                                                    |
| ۳۶   | رله کنترل مدار قطع دیژنکتور TRIP CIRCUIT SUPERVISION RELAY                                               | ۷۴               | هرگاه در مدار کنترل قطع و وصل دیژنکتور اشکالی بوجود آید، عمل می‌کند.                                                              |
| ۳۷   | رله جریان زیاد (DC) D.C. OVER CURRENT RELAY                                                              | ۷۶               | در صورت افزایش جریان DC به بیش از حد تنظیمی، این رله عمل خواهد کرد.                                                              |
| ۳۸   | رله عمل‌کننده با سیگنال رله پروتکشن TELEPROTECTION OPERATING RELAY                                        | ۷۷               | رله مشخص‌کننده عمل سیتسم تله پروتکشن                                                                                              |
| ۳۹   | رله اندازه‌گیری زاویه فاز PHASE ANGLE MEASURING RELAY                                                     | ۷۸               | این رله زاویه فاز بین دو پارامتر را اندازه‌گیری و در صورت خارج بودن از محدوده تنظیمی عمل خواهد کرد.                               |
| ۴۰   | رله وصل مجدد RECLOSING RELAY                                                                             | ۷۹               | این رله در صورت قطع خودکار فیدر ناشی از خطاهای مجاز به وصل مجدد، عمل می‌کند.                                                      |
| ۴۱   | رله فرکانسی FREQUENCY RELAY                                                                              | ۸۱               | در صورت تغییر فرکانس شبکه از حد مجاز عمل می‌نماید.                                                                                |
| ۴۲   | رله انتخاب‌کننده (کنترل اتوماتیک) یا انتقال دهنده عمل کنترل AUTOMATIC SELECTIVE RELAY TRANSFER OR CONTROL | ۸۳               | با تحریک این رله و بسته به شرایط پیش‌بینی شده یکی از دو وضعیت (عملکرد اتوماتیک رله) یا (انتقال فرمان به واحدی دیگر) انتخاب می‌شود. |
| ۴۳   | رله دریافت سیگنال تریپ از طریق سیم پیلوت یا کاربر CARRIER OR PILOT WIRE RECEIVE RELAY                    | ۸۵               | این رله در صورت دریافت سیگنال قطع از پست مقابل از طریق کابل پیلوت یا کاریر نسبت به قطع کلید اقدام می‌نماید.                       |
| ۴۴   | رله لاک اوت (قفل‌کننده) LOCKING OUT RELAY                                                                 | ۸۶               | در صورت عملکرد سیستم حفاظتی که مبین اشکال در تجهیزات شبکه یا آسیب دیدگی آن‌ها باشد فرمان وصل فیدر را مسدود می‌نماید.               |
| ۴۵   | رله دیفرانسیل (تفاضلی) DIFFERENTIAL PROTECTIVE RELAY                                                     | ۸۷               | این رله در صورت عدم توازن جریان‌های ورودی و خروجی عمل می‌نماید.                                                                    |
| ۴۶   | رله دیفرانسیل ترانسفورماتور TRANSFORMER DIFFERENTIAL RELAY                                               | T87              | در صورت عدم توازن بین جریان‌های ورودی و خروجی ترانسفورماتور که ناشی از بروز خطا در داخل آن است عمل می‌نماید.                       |
| ۴۷   | رله دیفرانسیل خط یا کابل LINE DIFFERENTIAL RELAY                                                         | L87              | در صورت اختلاف بین جریان ابتداء و انتهای خط یا کابل عمل می‌کند.                                                                   |
| ۴۸   | رله کنترل اتوماتیک ولتاژ AUTOMATIC VOLTAGE REGULATOR RELAY                                               | ۹۰               | وظیفه این رله، ثابت نگهداشتن ولتاژ ثانویه ترانسفورماتور از طریق کنترل تپ‌ها می‌باشد.                                               |
| ۴۹   | رله فرمان قطع TRIP RELAY                                                                                 | ۹۴               | این رله در مسیر فرمان رله اصلی قرار گرفته و از طریق آن کویل قطع دیژنکتور تحریک می‌گردد.                                           |
| ۵۰   | رله فاصله‌یاب FAULT LOCATOR RELAY                                                                         | ۹۶               | این رله می‌تواندفاصله محل اتصالی بوجود آمده روی خطوط از محل پست را تعیین نماید.                                                   |

این رله‌ها در دو نمونهٔ مکانیکی و میکروکنترلری تولید و به بازار صنعت عرضه می‌شوند که رله‌های مکانیکی در صنایع قدیمی مورد استفاده قرار گرفته و به تدریج در حال جایگزینی با رله‌های میکروکنترلر هستند.
قابلیت زمان ثبت خطا، اندازه‌گیری میزان پارامترهای خطا (به عنوان مثال میزان جریان اتصال کوتاه) و سرعت عملکرد بسیار بالا از جمله ویژگی‌های بارز رله‌های میکروکنترلری می‌باشد.

## بسته‌بندی رله‌ها
رله‌های حفاظتی ممکن است به صورت تکی یا به صورت مولتی فانکش (چند رله در یک بسته‌بندی) عرضه شوند، در رله‌های مولتی فانکشن کاربر می‌تواند حفاظت‌های مختلف را با استفاده از یک رله بر روی سیستم خود اعمال کند